# Tonalism

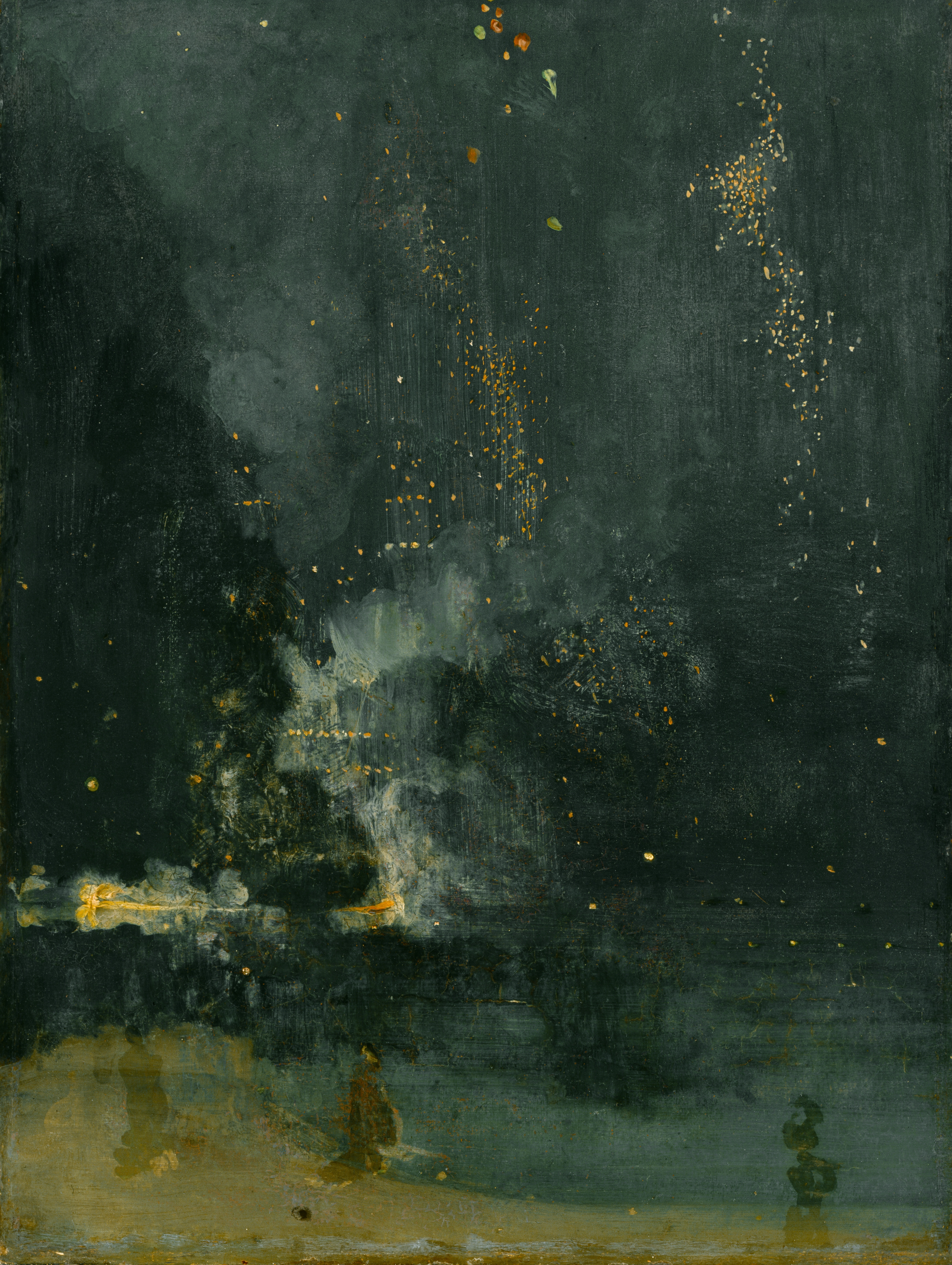
Nocturnă în negru şi auriu de James McNeill Whistler, circa 1875, ulei pe panel, dimensiuni 60.3 x 46.4 cm

Tonalism-ul (aproximativ 1880 - 1915) este un stil artistic care s-a dezvoltat la începutul anilor 1880, în special în rândul artiștilor plastici din Statele Unite ale Americii, caracterizat de reprezentarea peisajelor din pictură printr-o paletă coloristică variată, într-un mod ce sugera estomparea culorilor ca și cum ar fi fost văzute prin ceață.  Culorile închise, în particulare gri, maro, albastru și verde închis, dominau de obicei compozițiile realizate în această manieră artistică.  La sfârșitul anilor 1890, criticii de artă americani au început a utiliza termenul de "tonal" (de unde și tonalism) pentru a caracteriza aceste lucrări.  Pictorii George Inness și James McNeill Whistler sunt doi dintre cei care sunt considerați a fi cei mai reprezentativi pictori ai stilului.
Tonalismul este considerat, din punct de vedere estetic, ca o varintă stilistică a curentului francez numit Școala de la Barbizon, dar utilizat pentru a descrie peisaje, respectiv portrete în pictura americană. Totuși, se poate recunoaște ca o diferență esențială că, pe de o parte, artiștii francezi au accentuat atmosfera și umbrele, fiind mai apropiați de "realiate", în timp ce plasticieni americani au sugerat estompararea culorilor și difuzia imaginilor, fiind mai apropiați de o viziune onirică.
Oricum, tonalismul, în ambele sale variante, cea franceză și cea americană, au fost eclipsate relativ rapid în popularitate, atât printre criticii de artă cât și printre consumatorii de artă, de impresionism și de modernismul european.

## Artiști plastici asociați tonalismului

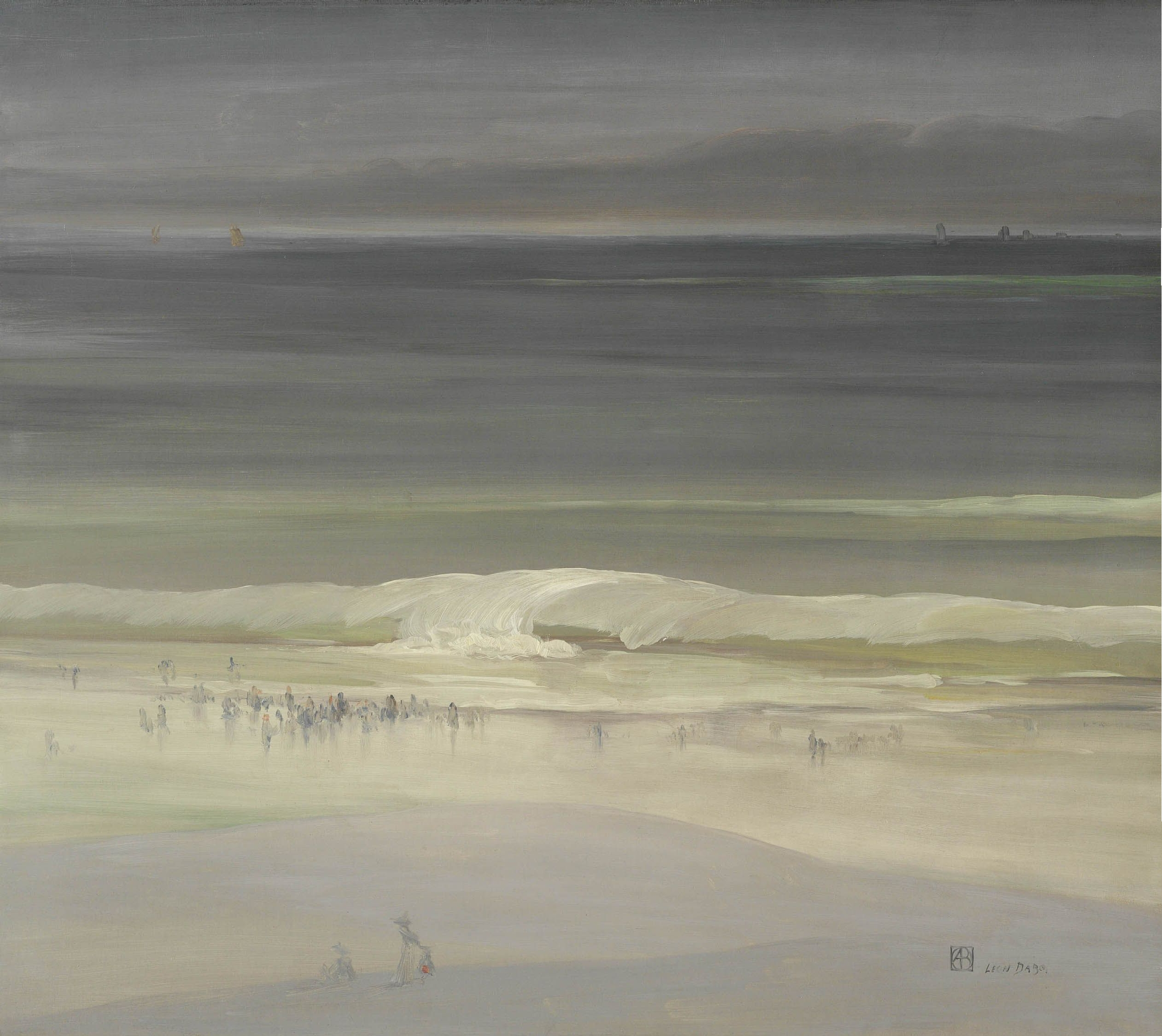
Ţărmul mării (conform originalului, The Seashore) de Leon Dabo, circa 1900, ulei pe masonit, dimensiuni 76.8 x 86.4 cm

- Edward Mitchell Bannister
- Jean Charles Cazin
- Bruce Crane
- Leon Dabo
- Thomas Dewing
- Charles Warren Eaton
- Henry Farrer
- Percy Gray
- Lowell Birge Harrison
- George Inness
- Xavier Martinez
- Arthur Frank Mathews
- Max Meldrum
- Granville Redmond
- Henry Ward Ranger
- Albert Pinkham Ryder
- Edward Steichen
- Dwight William Tryon
- John Twachtman
- James McNeill Whistler